# Mauléon-Licharre
Mauléon-Licharre (in lingua basca: Maule-Lextarre) è un comune francese di 3 422 abitanti situato nel dipartimento dei Pirenei Atlantici nella regione della Nuova Aquitania. Appartiene inoltre, da sempre, al Paese Basco francese.

## Società

### Evoluzione demografica
Abitanti censiti

## Mauléon

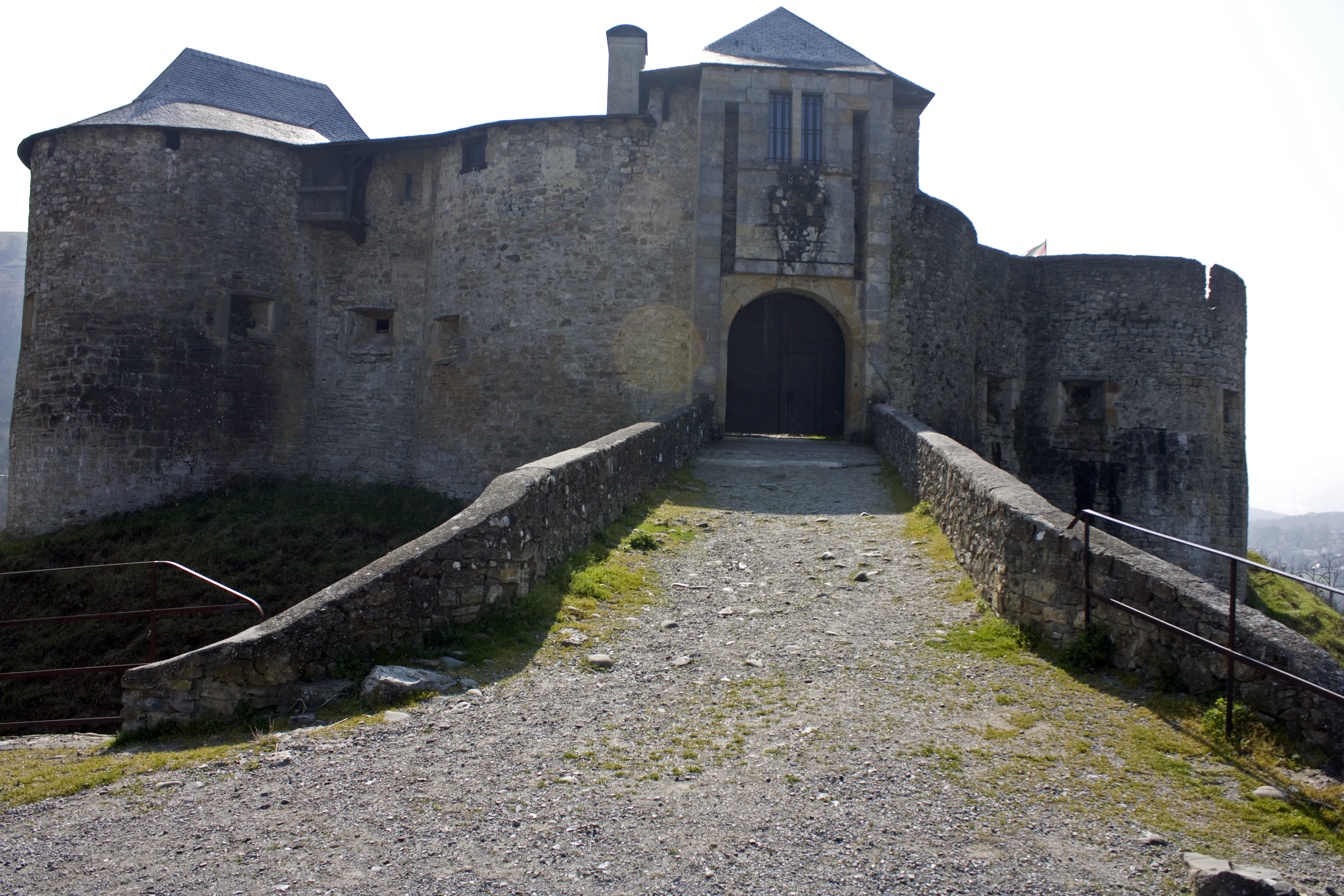
Il castello dell'XI secolo.
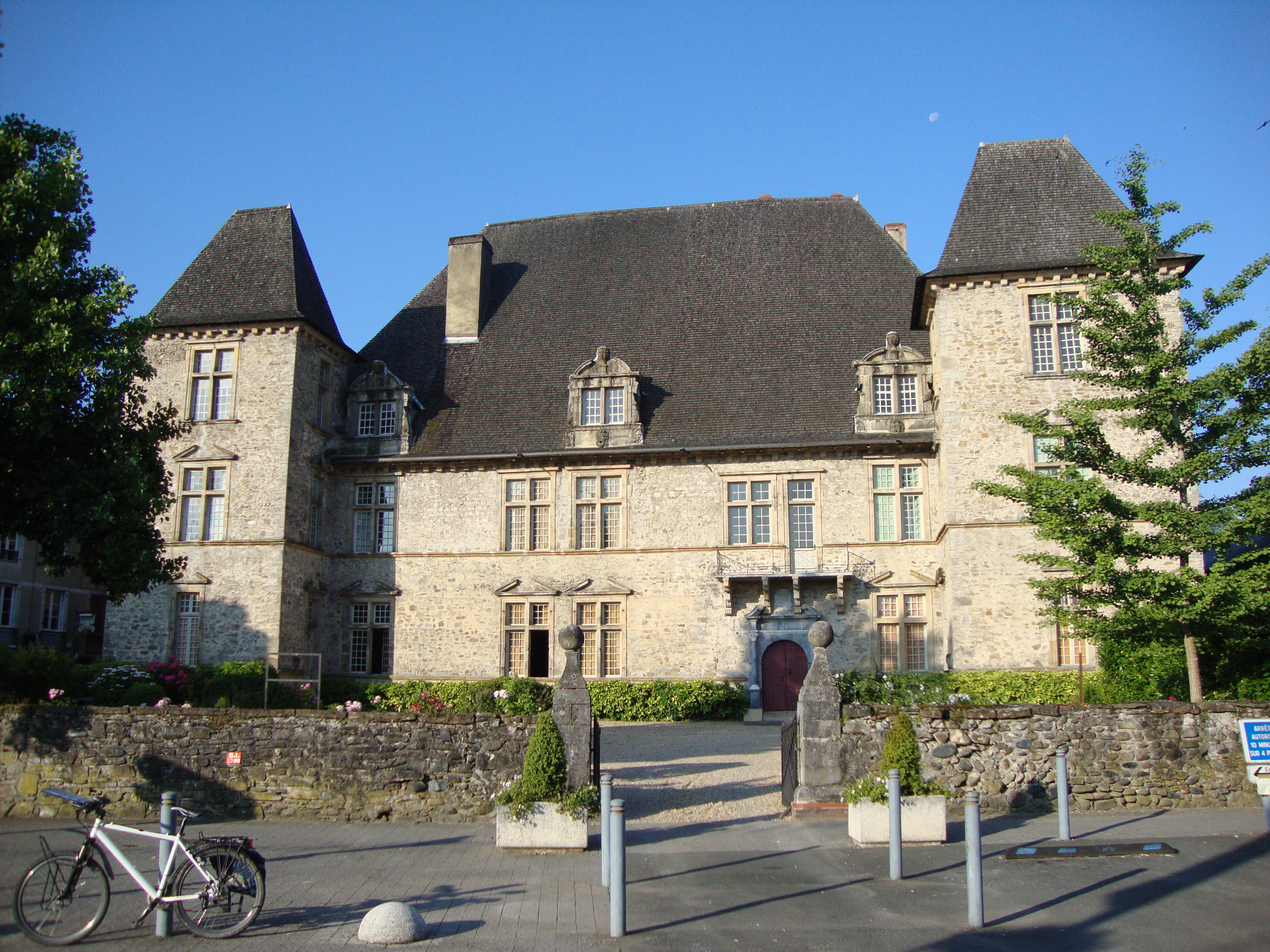
Il castello di Andurain.
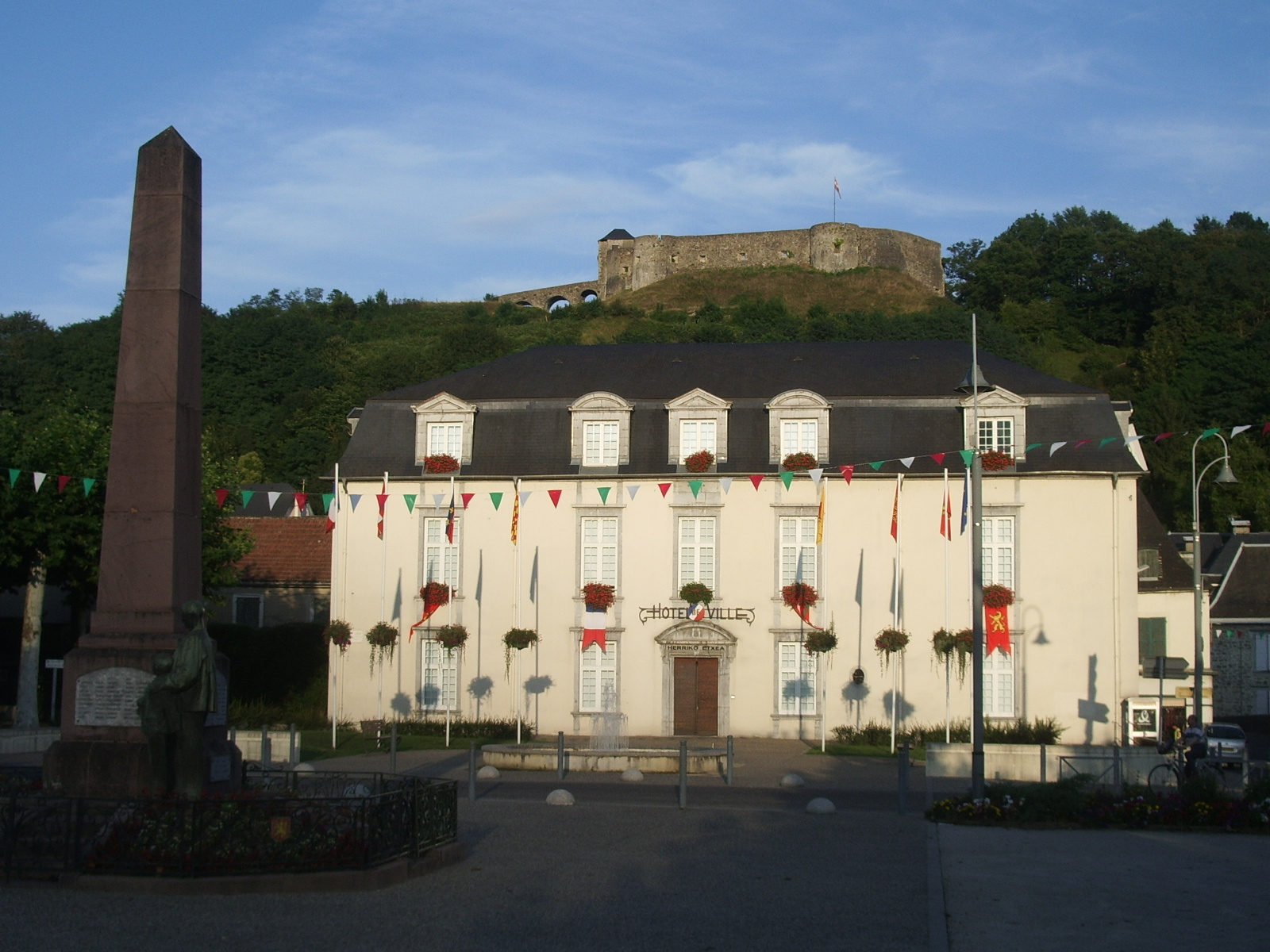
Municipio e monumento ai caduti.
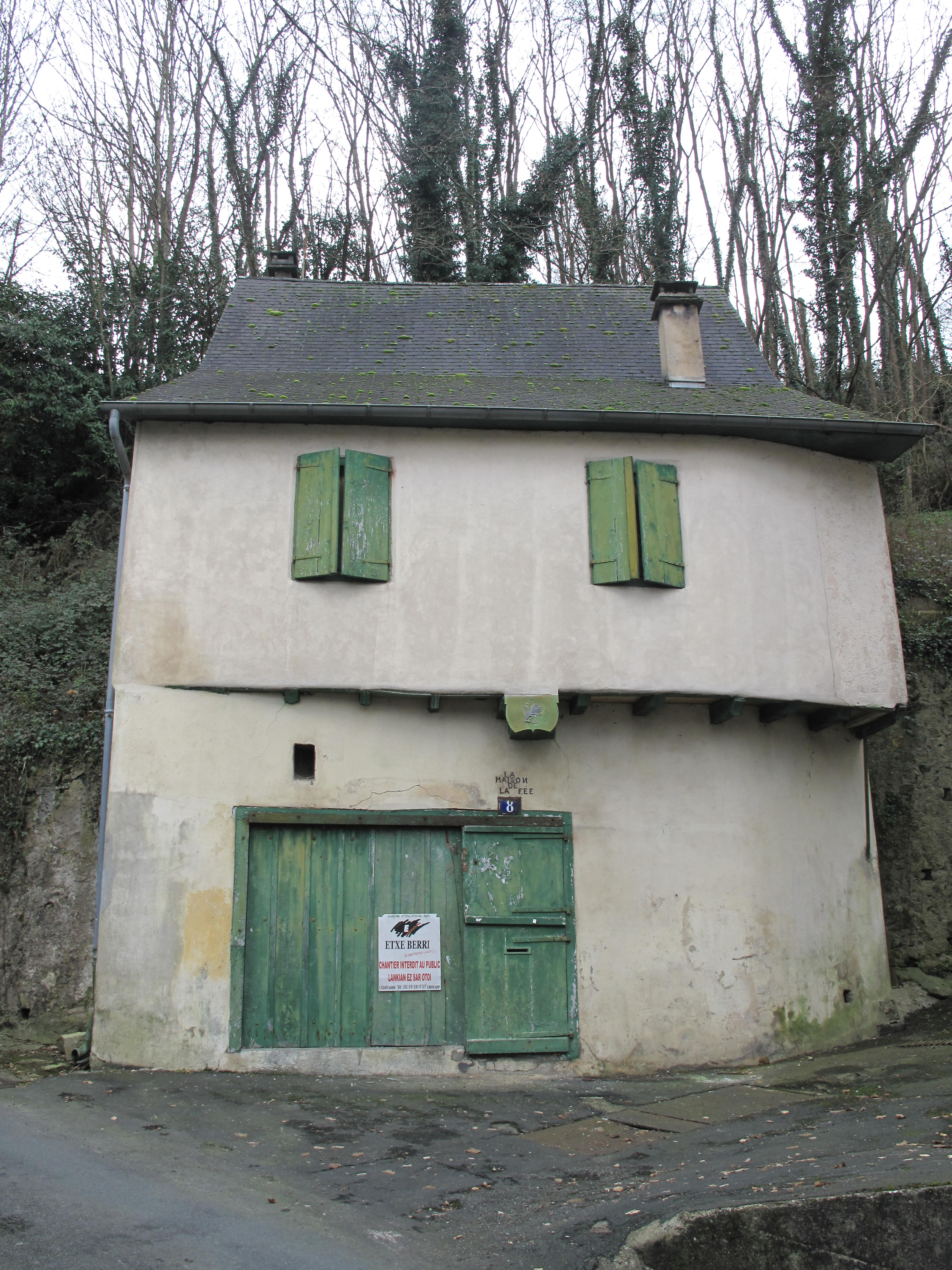
La casa della Fée.
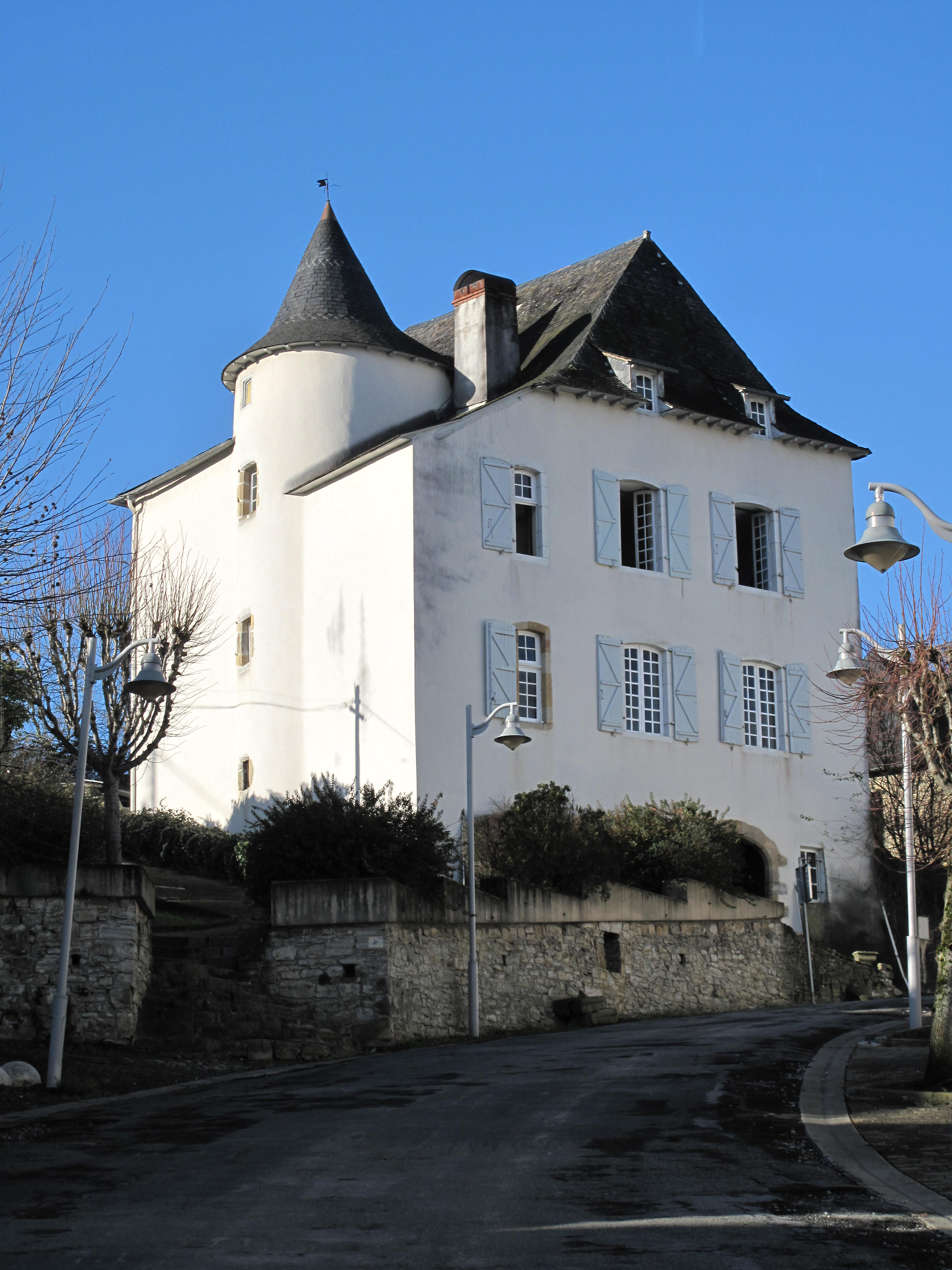
Il maniero di Bela.
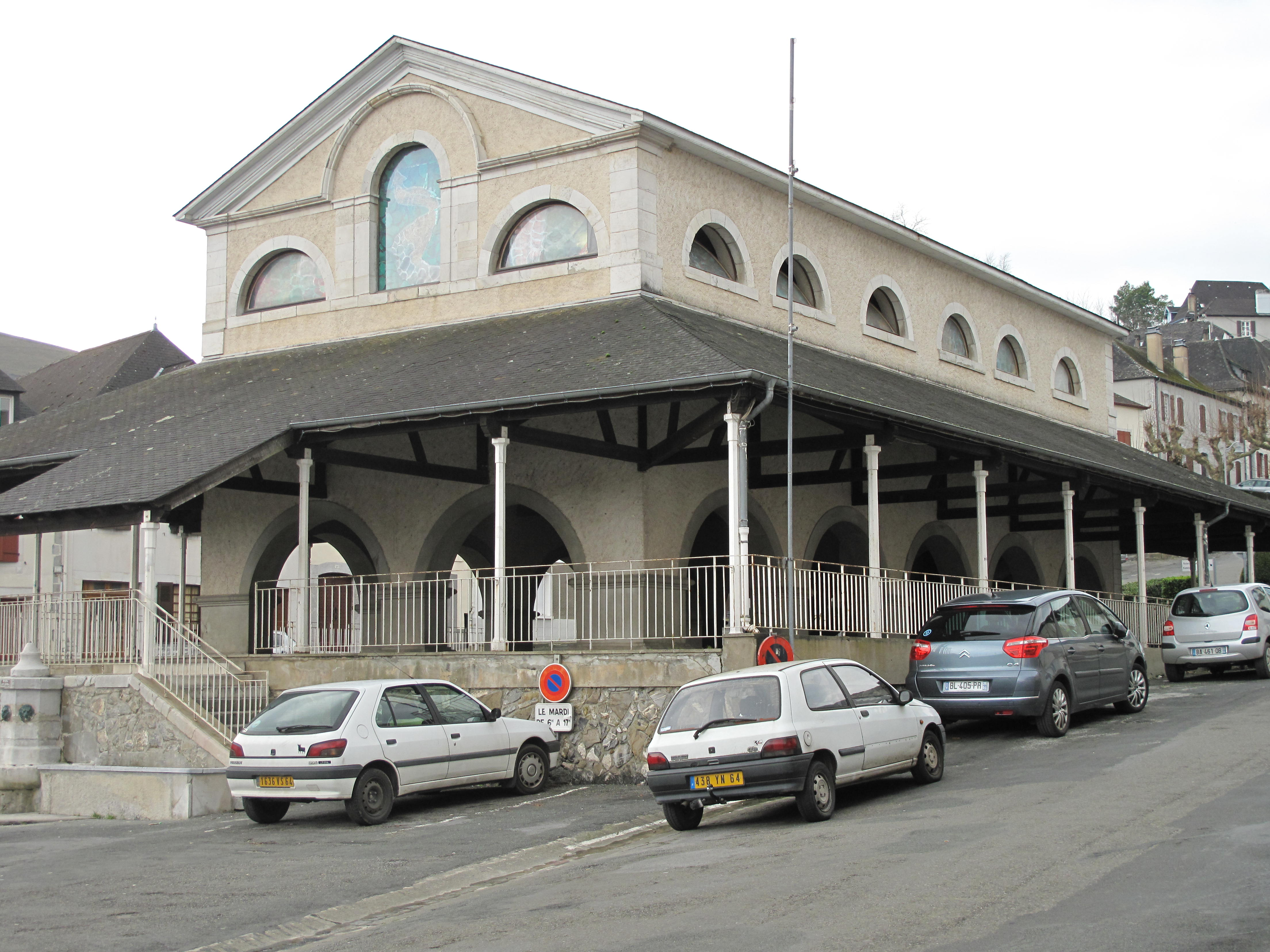
La halle della parte alta del comune.
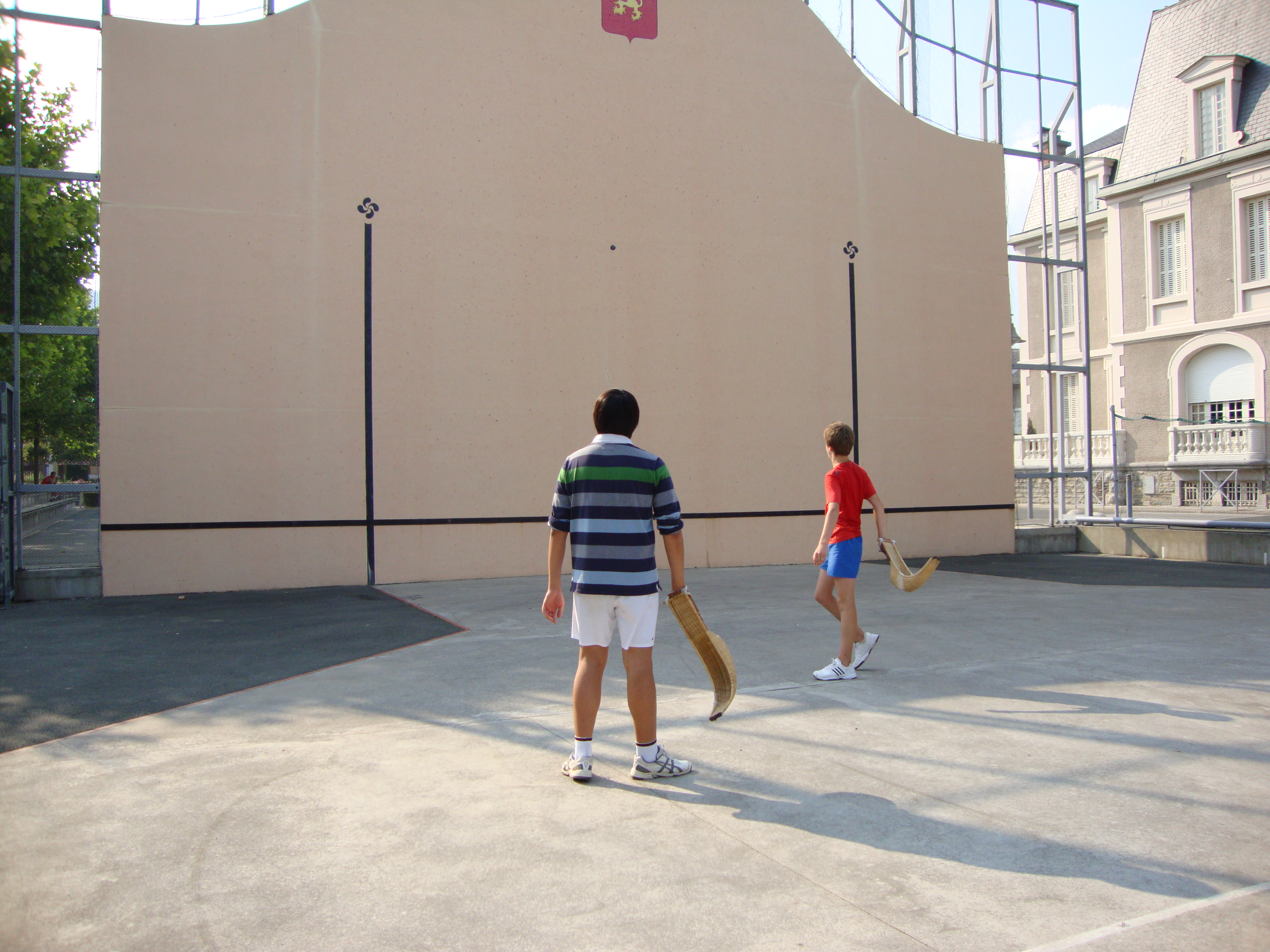
Frontone, giovani si intrattengono nel gioco della pelota basca.